# Camponotus nigroaeneus
Camponotus nigroaeneus är en myrart som först beskrevs av Smith 1858.  Camponotus nigroaeneus ingår i släktet hästmyror, och familjen myror.

## Underarter
Arten delas in i följande underarter:
- C. n. divus
- C. n. nigroaeneus
- C. n. xuthus